# Международная кинологическая федерация
Международная кинологическая федерация (МКФ) (фр. Fédération Cynologique Internationale (FCI)) — международная ассоциация кинологических федераций, созданная с целью развития и защиты кинологии и чистопородного собаководства. Базируется в городе Тюэн (Thuin) в Бельгии. По состоянию на 2019 год в федерацию входят национальные кинологические организации 98 стран (по одной организации от каждой), в том числе Российская кинологическая федерация (РКФ).
Международная кинологическая федерация создана 22 мая 1911 года, учредителями стали кинологические организации Германии, Австрии, Бельгии, Франции и Нидерландов; прекратила существование в связи с Первой мировой войной. Была воссоздана в 1921 году бельгийской и французской кинологическими организациями.

## Деятельность

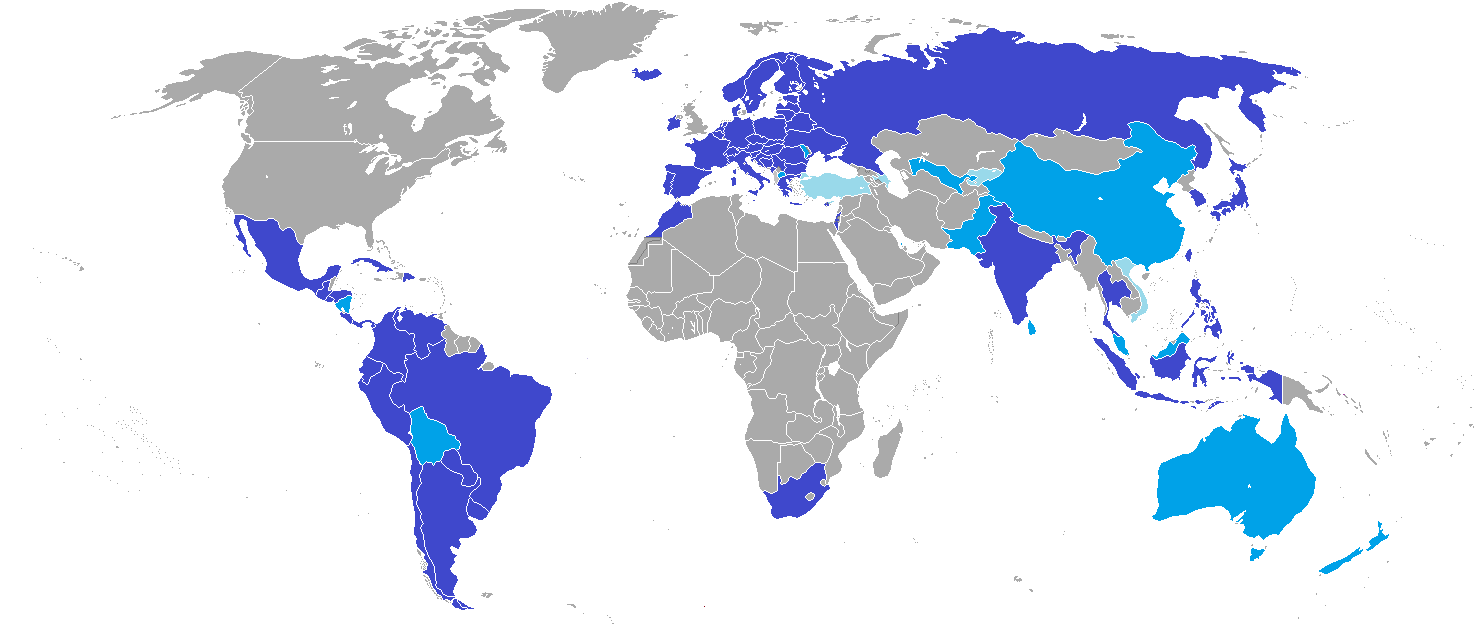
Страны — члены МКФ (2011 год)

- Обработка результатов международных выставок с присуждением титула CACIB (фр. Certificat d'Aptitude au Championnat International de Beauté, кандидат в Интернациональные чемпионы красоты);
- Обработка результатов испытаний рабочих качеств с присуждением титулов:
  - CACIT (фр. Certificat d'Aptitude au Championnat International de Travail, кандидат в международные чемпионы по рабочим качествам),
  - CACIL (фр. Certificat d'Aptitude au Championnat International des Courses de Lévriers, кандидат в международные чемпионы по курсингу),
  - CACIOB (фр. Certificat d'Aptitude au Championnat International d'Obéissance, кандидат в международные чемпионы по послушанию),
  - CACIAG (фр. Certificat d'Aptitude au Championnat International d'Agility, кандидат в международные чемпионы по аджилити);
- Регистрация заводских приставок. Приставки регистрируются питомниками и заводчиками и включаются в имя всех щенков, рождённых у заводчика;
- Подтверждение титулов Международных чемпионов;
- Обновление и перевод стандартов пород на 4 языка МКФ: французский, английский, испанский, немецкий;
- Ведение списка судей, которые могут присуждать титул CACIB;
- Перевод и обновление международных соглашений;
- Подготовка календаря международных выставок и мероприятий.

Международная кинологическая федерация выступает в качестве международного координационного органа, обеспечивающего признание родословных чистопородных собак и квалификации судей на международном уровне. Для этого в 18 комиссиях разрабатываются и публикуются нормативные документы, устанавливающие правила племенного разведения, правила проведения международных выставок и т. д. Акты Международной кинологической федерации обязательны для всех членов Международной кинологической федерации.
Международная кинологическая федерация также выступает организатором и спонсором Всемирной выставки собак (WDS) и других международных выставок.

## Породы собак
По состоянию на 2021 год, Международная кинологическая федерация признаёт 354 породы собак. Каждая порода подведомственна одной из стран — членов федерации. Национальная кинологическая организация этой страны готовит стандарт породы, который затем утверждается Международной кинологической федерацией. Внесение новой породы в перечень признанных Международной кинологической федерацией пород — это длительный и трудоёмкий процесс. Чтобы доказать, что новая порода является действительно обособленной, а не вариацией уже существующей или метисом нескольких признанных пород, требуются доказательства. Международная кинологическая федерация собирает комиссию, которая рассматривает предоставленные заявляющим новую породу кеннел-клубом данные о происхождении, истории формирования, первоначальном назначении и современном состоянии породы.

## Члены федерации
Международная кинологическая федерация имеет действительных, ассоциированных членов и контракт-партнёров. В соответствии с уставом Международной кинологической федерации каждая страна приписана к одной из секций: Европа, Латинская Америка и Карибский бассейн, Азия, Африка, Австралия и Новая Зеландия.
Страны — члены Международной кинологической федерации:
- синий — члены Международной кинологической федерации;
- голубой — ассоциированные организации;
- светло-голубой — контракт-партнёры.

| Страна                                       | Организация                                                                                     | Официальный сайт                                         |
| Члены Международной кинологической федерации | Члены Международной кинологической федерации                                                    | Члены Международной кинологической федерации             |
| -------------------------------------------- | ----------------------------------------------------------------------------------------------- | -------------------------------------------------------- |
| Австрия                                      | Österreichische Kynologenverband                                                                | сайт                                                     |
| Аргентина                                    | Federación Cinológica Argentina                                                                 | сайт                                                     |
| Бельгия                                      | Union Royale Cynologique Saint Hubert - Koninklijke Maatschappij Sint-Hubertus                  | сайт                                                     |
| Беларусь                                     | Белорусское кинологическое объединение                                                          | сайт                                                     |
| Болгария                                     | Българска республиканска федерация по кинология                                                 | сайт                                                     |
| Бразилия                                     | Confederaçao Brasileira de Cinofilia                                                            | сайт                                                     |
| Венгрия                                      | Magyar Ebtenyésztök Orszagos Egyesülete                                                         | сайт                                                     |
| Венесуэла                                    | Federación Canina de Venezuela                                                                  | сайт Архивная копия от 14 мая 2021 на Wayback Machine    |
| Гватемала                                    | Asociación Canofila Guatemalteca                                                                | сайт                                                     |
| Германия                                     | Verband für das Deutsche Hundewesen                                                             | сайт                                                     |
| Гибралтар                                    | Gibraltar Kennel Club                                                                           | сайт                                                     |
| Гондурас                                     | Asociación Canófila de Honduras                                                                 | сайт                                                     |
| Гонконг                                      | Hong Kong Kennel Club                                                                           | сайт                                                     |
| Греция                                       | Κυνολογικός Όμιλος Ελλάδος                                                                      | сайт                                                     |
| Дания                                        | Dansk Kennel Klub                                                                               | сайт                                                     |
| Доминиканская Республика                     | Federación Canina Dominicana                                                                    | сайт                                                     |
| Израиль                                      | ההתאחדות הישראלית לכלבנות - Israel Kennel Club                                                  | сайт                                                     |
| Индия                                        | Kennel Club of India                                                                            | сайт                                                     |
| Индонезия                                    | Perkumpulan Kinologi Indonesia                                                                  | сайт                                                     |
| Ирландия                                     | Irish Kennel Club                                                                               | сайт                                                     |
| Исландия                                     | Hundaræktarfélag Íslands - Icelandic Kennel Club                                                | сайт                                                     |
| Испания                                      | Real Sociedad Canina de España                                                                  | сайт                                                     |
| Италия                                       | Ente Nazionale della Cinofilia Italiana                                                         | сайт                                                     |
| Казахстан                                    | Союз кинологов Казахстана                                                                       | сайт                                                     |
| Кипр                                         | Cyprus Kennel Club                                                                              | сайт                                                     |
| Китай                                        | China Kennel Union                                                                              | сайт                                                     |
| Колумбия                                     | Asociación Club Canino Colombiano                                                               | сайт                                                     |
| Республика Корея                             | KOREA KENNEL FEDERATION                                                                         | сайт                                                     |
| Коста-Рика                                   | Asociación Canófila Costarricense                                                               | сайт                                                     |
| Куба                                         | Federación Cinólogica de Cuba                                                                   |                                                          |
| Латвия                                       | Latvijas Kinologiska Federacija                                                                 | сайт                                                     |
| Литва                                        | Lietuvos Kinologu Draugija                                                                      | сайт                                                     |
| Люксембург                                   | Fédération Cynologique Luxembourgeoise                                                          | сайт                                                     |
| Малайзия                                     | Malaysian Kennel Association                                                                    | сайт                                                     |
| Мальта                                       | Malta Kennel Club                                                                               | сайт Архивная копия от 12 марта 2008 на Wayback Machine  |
| Мексика                                      | Federación Canófila Mexicana                                                                    | сайт                                                     |
| Молдова                                      | Uniunea Chinologică din Moldova                                                                 | сайт                                                     |
| Монако                                       | Société Canine de Monaco                                                                        | сайт                                                     |
| Марокко                                      | Société Centrale Canine Marocaine                                                               | сайт Архивная копия от 7 января 2020 на Wayback Machine  |
| Нидерланды                                   | Raad van Beheer op Kynologisch Gebied in Nederland                                              | сайт                                                     |
| Норвегия                                     | Norsk Kennel Klub                                                                               | сайт                                                     |
| Панама                                       | Club Canino de Panama                                                                           | сайт                                                     |
| Парагвай                                     | Paraguay Kennel Club                                                                            |                                                          |
| Перу                                         | Kennel Club Peruano                                                                             | сайт                                                     |
| Польша                                       | Związek Kynologiczny w Polsce                                                                   | сайт                                                     |
| Португалия                                   | Clube Português de Canicultura                                                                  | сайт                                                     |
| Пуэрто-Рико                                  | Federación Canófila de Puerto Rico                                                              | сайт                                                     |
| Россия                                       | Российская кинологическая федерация                                                             | сайт Архивная копия от 20 января 2021 на Wayback Machine |
| Румыния                                      | Asociaţia Chinologică Română                                                                    | сайт                                                     |
| Сальвадор                                    | Asociación Canófila Salvadoreña                                                                 | сайт                                                     |
| Сербия                                       | Kinološki savez Republike Srbije                                                                | сайт                                                     |
| Сингапур                                     | Singapore Kennel Club                                                                           | сайт                                                     |
| Словакия                                     | Slovenská Kynologická Jednota                                                                   | сайт                                                     |
| Словения                                     | Kinološka zveza Slovenije                                                                       | сайт                                                     |
| Китайская Республика                         | Kennel Club of Taiwan                                                                           | сайт                                                     |
| Таиланд                                      | The Kennel Club of Thailand                                                                     | сайт Архивная копия от 14 июля 2014 на Wayback Machine   |
| Украина                                      | Кинологический Союз Украины                                                                     | сайт                                                     |
| Уругвай                                      | Kennel Club Uruguayo                                                                            | сайт                                                     |
| Филиппины                                    | Philippine Canine Club                                                                          | сайт                                                     |
| Финляндия                                    | Suomen Kennelliitto - Finska Kennelklubben                                                      | сайт                                                     |
| Франция                                      | Société Centrale Canine                                                                         | сайт                                                     |
| Хорватия                                     | Hrvatski Kinološki Savez                                                                        | сайт                                                     |
| Чехия                                        | Českomoravská Kynologická Unie                                                                  | сайт                                                     |
| Чили                                         | Kennel Club de Chile                                                                            | сайт                                                     |
| Швейцария                                    | Schweizerischen Kynologischen Gesellschaft                                                      | сайт                                                     |
| Швеция                                       | Svenska Kennelklubben                                                                           | сайт                                                     |
| Эквадор                                      | Asociación Ecuatoriana de Registros Caninos                                                     | сайт                                                     |
| Эстония                                      | Eesti Kennelliit                                                                                | сайт Архивная копия от 13 марта 2008 на Wayback Machine  |
| ЮАР                                          | Kennel Union of Southern Africa                                                                 | сайт                                                     |
| Япония                                       | Japan Kennel Club                                                                               | сайт                                                     |
| Ассоциированные организации                  |                                                                                                 |                                                          |
| Австралия                                    | Australian National Kennel Council                                                              | сайт                                                     |
| Бахрейн                                      | Kennel Club of Bahrain                                                                          |                                                          |
| Боливия                                      | Kennel Club Boliviano                                                                           | сайт                                                     |
| Грузия                                       | საქართველოს კინოლოგიური ფედერაცია — Кинологическая Федерация Грузии                             | сайт                                                     |
| Северная Македония                           | Кинолошкиот сојуз на Република Македонија                                                       | сайт                                                     |
| Никарагуа                                    | Asociación Canina Nicaragüense                                                                  |                                                          |
| Новая Зеландия                               | New Zealand Kennel Club                                                                         | сайт                                                     |
| Пакистан                                     | Kennel Club of Pakistan                                                                         | сайт                                                     |
| Сан-Марино                                   | Kennel Club San Marino                                                                          | сайт                                                     |
| Узбекистан                                   | Cynological Federation of Uzbekistan                                                            | kfu.uz                                                   |
| Черногория                                   | Kinološki Savez Crne Gore                                                                       | сайт                                                     |
| Шри-Ланка                                    | The Kennel Association of Sri Lanka                                                             | сайт                                                     |
| Партнёры                                     |                                                                                                 |                                                          |
| Азербайджан                                  | Azərbaycan Respublíkasi Kínoloqlar Íctímaí Bírlíyí - Кинологический Союз Республики Азербайджан | сайт                                                     |
| Армения                                      | Кинологический союз Армении                                                                     | сайт                                                     |
| Босния и Герцеговина                         | Kinološki Savez u Bosni i Hercegovini (KSuBiH)                                                  |                                                          |
| Вьетнам                                      | Viet Nam Kennel Association                                                                     | сайт                                                     |
| Египет                                       | Egyptian Kennel Federation                                                                      | сайт                                                     |
| Кыргызстан                                   | Союз Кинологов Кыргызской Республики                                                            | сайт                                                     |
| Косово                                       | Federata Kinologjike e Kosovës                                                                  | сайт                                                     |
| Турция                                       | Köpek Irkları ve Kinoloji Federasyonu                                                           | сайт                                                     |

Существует группа стран — в частности, Англия, США, Канада, которые в Международной кинологической федерации не состоят, но на основании специальных договоров с кинологическими организациями этих стран выданные ими родословные признаются федерацией. Однако, МКФ признаёт только родословные одной организации в каждой из этих стран. Документы, выданные альтернативными организациями в этих странах не являются допуском для разведения и участия в мероприятиях федераций членов МКФ. Так, например в Англии, только родословные выданные в «Kennel Club» признаются МКФ. В США официально с FCI сотрудничает организация «American Kennel Club», несмотря на наличие большого количества конкурентных структур.